# Welcome to the World (Psycho Motel)
Welcome to The World è il secondo album in studio del gruppo musicale britannico Psycho Motel, pubblicato nel 1997 dalla Sanctuary Records.

## Tracce
Testi e musiche di Adrian Smith e Andy Makin, eccetto dove indicato.
1. The Last Chain
2. A Quarter to Heaven
3. Rain (Adrian Smith)
4. Believe
5. With You Again
6. Into the Black
7. No Loss to Me
8. Underground (Adrian Smith)
9. Welcome to the World (Adrian Smith)
10. Something Real
11. Innocence (Mike Sturgis)
12. I'm Alive

Traccia bonus nell'edizione giapponese
1. Hypocrisy (Adrian Smith, Gary Liedeman, Andy Makin)

Tracce bonus nella riedizione del 2006
1. Wait
2. Just like a Woman

## Formazione
Gruppo
- Andy Makin – voce
- Adrian Smith – chitarra
- Gary Liedeman – basso
- Mike Sturgis – batteria

Altri musicisti
- Richard Cottle – tastiera
- Martin Ditcham – percussioni
- Dave Murray – assolo (traccia 5)
- Scott Gorham – assolo (traccia 12)